# Eldon Walli
Eldon W. Walli (* 28. Januar 1913 in New York; † 26. August 2003 in Dießen) war ein US-amerikanischer Kriegsberichterstatter.

## Leben
Obwohl gebürtiger US-Amerikaner, arbeitete Walli für die deutsche SS als Journalist (SS-Nummer 8.062). Berühmt wurde die Reportage des 25-jährigen NS-Reporters aus Wien, wo er im November 1938 für den „Reichssender Wien“ über die Auswirkungen der Novemberpogrome berichtet.
Nach dem Krieg arbeitete Walli als Chef einer Plattenfirma. Die Gemeinsame Normdatei (GND) vermerkt über ihn als Berufsangabe: „Humorist, Moderator, Reporter, Schallplattenhändler“.

## Schriften
- Zweisamkeiten. Heitere Lyrik für Ehepaare und solche, die es werden wollen. Frankfurt am Main: Haag und Herchen, 1991. ISBN 3-89228-640-X